# Buzy
Buzy是日本的演唱团体。Buzy意为 "Blend"，"Unique"，"Zipping"，"You just wait"。2004年3月3日凭单曲 "鯨" 在日本流行乐界出道。所属唱片公司为Imperial Records。2006年6月解散。

## 团员资料
宮里真央（Mao Miyazato，みやざと まお）
- 出生日期：1983年4月19日，大阪府人
- 血型：O型，身高：159.5cm

當山奈央（Nao Toyama，とうやま なお）：主唱
- 出生日期：1984年2月22日，大阪府人
- 血型：A型，身高：168cm

朝間由利沙（日语朝間ユリサ，Yurisa Asama，あさま ゆりさ）
- 出生日期：1984年7月27日，京都府人
- 血型：O型，身高：165.8cm

丹羽麻由美（Mayumi Niwa，にわ まゆみ）：演唱团的队长
- 出生日期：1984年9月12日，大阪府人
- 血型：O型，身高：168cm

岩永幸子（Sachiko Iwanaga，いわなが さちこ）
- 出生日期：1986年5月19日，大阪府人
- 血型：A型，身高：162cm

竹田侑美（Yumi Takeda，たけだ ゆみ）
- 出生日期：1986年10月29日，兵库县人
- 血型：A型，身高：153cm

## 历年作品

### 单曲

"鯨"的封面

1. 鯨 ＜Kujira＞（2004年3月3日）
2. 一人一途 ＜Hitori Ichizu＞（2004年7月7日）
3. Be Somewhere（2005年1月26日）
4. パシオン ＜Pasion＞（2005年11月9日）

### 专辑
1. Buzy（2006年1月25日）